# Резня в Доменико
Резня в Доменико (греч.  Σφαγή του Δομένικου, итал.  La strage di Domenikon) — массовое убийство более 150 жителей и разрушение греческого села Доменико нома Лариса, совершённое 16-17 февраля 1943 года, итальянскими оккупационными войсками, во время тройной, германо-итало-болгарской, оккупации Греции, в годы Второй мировой войны,
Резня и расстрелы были совершены через 2 дня после атаки у села, совершённой против итальянской автомобильной колонны, подразделением  Народно-освободительной армии Греции (ЭЛАС).

## Предыстория
За несколько дней до событий, в штаб подразделений  Народно-освободительной армии Греции (ЭЛАС) в Оксиа поступила информация о том, что итальянцы из гарнизонов городов Элассона и Лариса предпримут карательные операции на южном Олимпе.
Командование местных подразделений ЭЛАС решило не дожидаться начала карательных операций.
Первая засада была устроена 14 февраля 1943 года на позиции у села Маврица, между сёлами Доменико и Милогуста (Месохори).
Незадолго до полудня появилась итальянская колонна с 130 солдатами на 6 грузовиках и 2 впереди идущих мотоциклистов, направлявшаяся из Ларисы к Элассоне.
С началом боя, один из мотоциклистов был убит, второй успел развернуться и на полной скорости направился к городу Тирнавос, информируя о начале боя и запросив подкрепления.
Вскоре появились итальянские самолёты, которые на бреющем полёте стали обстреливать партизан и вынудили их прекратить бой и отойти к горам.
Потери итальянцев насчитывали 60 убитых и столько же раненных:26
Однако Т. Карипидис в своей книге Национальное Сопротивление, оспаривает эти цифры и пишет, что было убито всего 9 итальянцев, включая одного офицера.
E. Aga Rossi и M. T. Giusti в своей книге также повторяют цифру в 9 убитых чернорубашечников.
Если цифра 9 убитых солдат верна, то это делает последующие ответные меры оккупационной армии «непропорциональными».
Современные итальянские источники характеризуют их «репрессии по примеру нацистов».

## Первые жертвы
К месту боя стали прибывать итальянские подкрепления из городов Тирнавос и Элассона.
Итальянские солдаты, на 40 грузовиках, прибыли к селу Маврица, разбились на 3 колонны и вошли в село с 3 сторон. Другая итальянская рота прикрыла село со стороны высоты Пророка Ильи. Сюда же итальянцы подвезли отряды коллаборационистов из т. н. «римских легионов», из числа латиноязычного меньшинства влахов, которые приняли участие во всех последующих событиях:30.
Все жители встречаемые итальянцами на их пути расстреливались.
Село было сожжено.
Жители близлежащего села Доменико, поверив в уверения, назначенного оккупантами старейшины села, который с этой целью прибыл на легковом автомобиле из Ларисы:31, собрались на площади Доменико.
Под угрозой направленных на них пулемётов, жители Доменико были приведены к месту боя в Маврица.
Здесь старейшина неожиданно заявил, что «все они, с 14 лет и старше -партизаны»:31.
Были отобраны мужчины старше 14 и до 80 лет, за исключением очень старых
После чего, женщинам и детям было приказано идти к соседнему селу Амури, информируя их, что мужчины будут отправлены в концлагерь в Ларису.
Сразу же, по подсказке своего сотрудника, итальянцы вывели из строя попа Пападимитриу, учителя Зангаса и других видных людей Доменико — в общей сложности 9 человек.
Все они были зарезаны ножами и заколоты штыками:31.
После чего, было расстреляно ещё 20 человек и колонна остальных жителей направилась к Милогуста (Месохори). По пути к Милогусте итальянцы сожгли ещё 40 домов и убивали всех встречных или работавших в своих полях (1 в Амури, 12 в Милогусте и 5 в Дамаси).

## Расстрел жителей Доменико
К вечеру колонна дошла до позиции Кавкаки на 31 км, где её застал чёрный лимузин. Был получен приказ командира дивизии Пинероло, генерала Бенелли, расстрелять всех остальных на месте.
Расстрел начался ночью, при полной луне:31.
Расстреливаемые были разбиты на семёрки. Расстрел продолжался всю ночь:31.
Спаслись только 6 человек. П. Киатос оттолкнул итальянского охранника, бросился к реке и счастливо избежал града пуль, пущенных ему вслед.
5 других выжили под грудой трупов своих земляков:31.

## Офицер жандармерии Никос Бабалис
Событие потрясло жителей региона, включая людей далёких от Сопротивления.
Остававшийся на своём посту и служивший правительству квислингов, начальник участка греческой жандармерии в Элассоне, Никос Бабалис, через 3 дня, 19 февраля, послал следующую телеграмму в Международный комитет Красного Креста и своему начальству:
С прошедшего вторника города Доменико более нет. Оккупационная армия возглавляемая офицерами, после атаки, предпринятой против неё полсотней партизан и получив подкрепления…. войсками и авиацией, не предприняла преследование партизан, но с бешенством предалась лёгкому героизму, то есть… убийству невинных, грабежу и сожжению жилищ. Кроме арестованных в самом городе, были убиты люди в полях, занятые своими работами. На этот момент число расстрелянных превышает 150, в сёлах Милогуста 15, Амури 5. Сожжённых домов 200. Осиротевшие семьи лишены пищи, крова и всего необходимого.
В тот же день Бабалис направил протест в итальянский гарнизон Элассоны:.
Протестую…как офицер и как человек против чудовищных преступлений, которые … совершила в Доменико ваша армия, возглавляемая, к сожалению, офицерами, убив 150 … безоружных граждан…оставив в скорби несколько сотен женщин и детей, сжигая более 200 домов… после того как ваши солдаты забрали все ценные вещи…На вашу армию напали вооружённые…и, может быть. были убиты ваши солдаты, но по получению подкреплений… была обязана предпринять преследование тех вооружённых, а не действовать против невинных, поверивших в ваши официальные заверения,…что они должны остаться в своих сёлах, где им ничто не угрожает…они остались там, найдя жалкую смерть и оставив в скорби и отчаянии своих жён и детей. Вам конечно известно, что гражданское население защищают международные конвенции, которые вы не соблюдали,,, в отличие от нас, которые соблюдали их в ходе войны между нами в Албании. Но вы утверждаете, что вы — самое цивилизованное государство Европы, однако подобные преступления совершают только варвары. И в других случаях ваши солдаты,,, совершали преступления убивая невинных жителей и вы пытались скрыть это и ваши офицеры,… возлагали ответственность за убийства на греков, якобы переодетых в мундиры итальянцев,,,. Какие оправдания вы представите сейчас ? Основываясь на событиях в Доменико, мы уверены, что все убийства греков — это ваша работа.
Бабалис был арестован, приговорён к смерти. Приговор не был приведен к исполнению, после чего Бабалис был отправлен в концентрационный лагерь в Италию.
Бабалис вернулся в Грецию после освобождения страны.

## Основные ответственные за преступление
В ходе войны и после её окончания среди основных ответственных за события в Доменико фигурировали:
1) майор пехоты Antonio Festi, начальник итальянского гарнизона Элассоны
2) полковник карабинерии и деятель фашистской партии (Fascio) Antonio Bali, который позже приказал сжечь городок Царицани и расстрелять 45 его жителей 12-3-1943.
3) подполковника карабинерии Antonio Tsigano
4) командира 24-й пехотной дивизии «Пинероло», генерал Cesare Benelli.
Однако согласно официальному докладу командира дивизии, Бенелли, обнаруженному исследовательницей Лидией Сантарелли, профессором современной Итальянской истории в Нью-Йоркском университете Колумбия и греческим историком Костасом Карнесисом в архивах дивизии Пинероло, ответственным офицером во время событий в Доменико был подполковник Антонио ди Паула, которого генерал предлагает к награде, поскольку Ди Паула «как командир колонны автомашин, который имел приказ осуществить операцию подавления со спокойствием, неумолимой энергией и умными командными действиями, выполнил полностью и совершенным образом возложенные на него задачи».
Лидия Сантарелли считает, что тяжелейшая ответственность лежит также на генерале Джелозо, командововшим оккупационной итальянской армией в Греции, поскольку политика репрессий против гражданского населения, как следует из её исследования, была официальной тактикой итальянской армии.

## События последующих месяцев
Лидия Сантарелли пишет, что эпизод Доменико не был изолированным, но был первым в серии репрессивных мер совершённых итальянскими войсками весной-летом 1943 года.
После Доменико последовали другие массовые убийства в Фессалии: 30 днями позже 60 мирных жителей были расстреляны в Царицани, а затем в Домокос, Фарсала и Оксиниа.
Борьба с повстанцами производилась в соответствие с циркуляром генерала Carlo Geloso, командующего итальянскими оккупационными силами, который основывался на принципе коллективной ответственности с тем чтобы подвить движение Сопротивления репрессиями против местных общин.
После перемирия между Италией и Союзниками и согласно соглашению между германским и итальянским командованием в Греции, в конце июля 1943 года командование 11-й итальянской армии переходило в руки германского юго-восточного оперативного штаба, руководимого генералом Александером Лёром:28.
По всей Греции итальянцы сдавались немцам, согласно приказу Векьярелли, за малыми исключениями:29.
Единственной не сдавшейся и частично спасённой силами ЭЛАС и греческим населением итальянской дивизией стала дивизия «Пинероло»:31.
Командование дивизии подписало союзное соглашение с ЭЛАС, но впоследствии дивизия была разоружена.
Лидия Сантарелли в своём исследовании «Слепое насилие — итальянские военные преступления в оккупированной Греции» (Lidia Santarelli, Muted Violence: Italian war crimes in occupied Greece) подчёркивает, что из десятков итальянских преступлений, таких как расстрелы и сожжение сёл и городков Доменико, Порта, Курново и Алмирос, многие были произведены в период 14-25 августа 1943 года, всего лишь за несколько дней до выхода Италии из войны 3 сентября 1943 года и большинство из них было произведено в зоне ответственности «Пинероло». Это ещё больше подчёркивает великодушие греческих партизан и населения в последовавших событиях, по отношению к своим днями раннее врагам и оккупантам:19.

## После войны
Президентским указом 399/1998 община Доменико была провозглашена «Общиной — мученицей» и вступила в сеть разрушенных в годы войны городов и сёл «Греческие Холокосты».
Однако судебные иски семей погибщих против итальянского государства не были поддержаны греческими судебными инстанциями. Статис Псомиадис, представляя семьи погибших обратился непосредственно к итальянскому правосудию.
Все послевоенные годы население Доменико поминало погибших 16 февраля. Однако посольство Италии в Греции игнорировало эти мероприятия.

## Возобновление интереса к событиям в Доменико
Греческий журналист С. Кулоглу, в своей телевизионной передаче «Миф хорошего итальянца», в которой он развеял стереотип хороших оккупантов (итальянцев) против плохих (немцев и болгар), среди прочего, вновь обратился к массовым убийствам в Доменико.
Сразу после передачи последовали работы Лидии Сантарелли.
Итальянский кинорежиссёр-документалист Giovanni Donfrancesco выпустил фильм La guerra sporca di Mussolini (Грязная война Муссолини), который был впервые показан 14 марта 2008 года на канале History Channel
В Италии этот документальный фильм был показан частной фирмой телевидения Rete — 4 3 января 2010 года.
Одновременно, в 2008 году, греческий документалист Н. Папатанасиу представил свой фильм «Доменико — забытая жертва».
Как следствие этих публикаций и фильмов итальянский прокурор Серджио Дини приказал приступить к расследованию.
18 января 2013 года военный прокурор Рима запросил подтверждение о том что свидетели резни ещё живут.
16 февраля 2009 года, итальянский посол в Афинах Gianpaolo Srarante, принял участие в поминовении жертв в Доменико, где от имени итальянского государства попросил прощения.
С другой стороны, итальянские общины, пострадавшие от нацистов, стали приглашать Псомиадиса на аналогичные церемонии.
В марте 2009 года Муниципалитет — 6 Рима пригласил Псомиадиса на церемонию памяти жертв нацистской резни и предложил Доменико побрататься с районом Quadraro Рима.